# Trey Hardee
Trey Hardee, född den 7 februari 1984 i Birmingham, Alabama, är en amerikansk friidrottare som tävlar i mångkamp.
Hardee deltog vid Olympiska sommarspelen 2008 men avbröt då tiokampen. Vid VM 2009 noterade han personligt rekord i tre grenar vilket gav ett nytt poängrekord på 8 790 poäng vilket räckte till segern.

## Personliga rekord
- Tiokamp - 8 790 poäng